# Stephan Enter
Pour les articles homonymes, voir Enter.
Stephan Enter, né le 22 novembre 1973  à Rozendaal, est un écrivain néerlandais.

## Œuvres
- Winterhanden, nouvelles, 1999
- Lichtjaren, roman, 2004
- Spel, roman, 2007
- Grip, roman, 2011[1]
- Compassie, roman, 2015[2]

- traduit en français sous le titre Compassion par Annie Kroon, Arles, France, Actes Sud, coll. « Lettres néerlandaises », 2018, 192 p.  (ISBN 978-2-330-09735-6)